# David McLean (calciatore 1957)
David John McLean (Newcastle upon Tyne, 24 novembre 1957) è un ex calciatore inglese, di ruolo centrocampista.

## Carriera
Dopo aver giocato nelle giovanili del Newcastle Utd esordisce in prima squadra (e più in generale tra i professionisti) nella stagione 1975-1976, quando all'età di 18 anni gioca 2 partite nella prima divisione inglese con le Magpies. Rimane poi in rosa anche per l'intera stagione 1976-1977, nella quale non scende però mai in campo in incontri di campionato, e per la stagione 1977-1978, nella quale gioca altre 7 partite nella prima divisione inglese, oltre ad una partita in Coppa UEFA.
Nel gennaio del 1978 si trasferisce al Carlisle Utd, con cui nell'arco di una stagione e mezzo gioca in totale 15 partite nella terza divisione inglese.
Trascorre poi sei stagioni consecutive giocando da titolare in quarta divisione con il Darlington, con cui al termine della stagione 1984-1985 conquista anche una promozione in terza divisione, torneo al quale l'anno dopo partecipa per una settima (ed ultima) edizione, sempre con la maglia dei Quakers, per un totale di 294 presenze e 46 reti in incontri di campionato per il club bianconero.
Trascorre poi un ulteriore biennio giocando da professionista, segnando 3 reti in 24 partite in quarta divisione con lo Scunthorpe Utd, prima di ritirarsi nel 1989 dopo un'ultima stagione a livello semiprofessionistico con il Whitley Bay.
In carriera ha totalizzato 348 presenze e 49 reti nei campionati della Football League.

## Palmarès

### Club

#### Competizioni nazionali
- Northern Premier League Division One Cup: 1

Whitley Bay: 1988-1989

#### Competizioni internazionali
- Texaco Cup: 1

Newcastle: 1975